# 被粉小花锥花
被粉小花锥花（学名：Gomphostemma parviflorum var. farinosum）为唇形科锥花属下的一个变种。

## 扩展阅读
- 維基物種上的相關：被粉小花锥花